# Gayanthika Artigala
Gayanthika Artigala Abeyratne, née le 23 décembre 1986 à Sooriyaweva dans le district d'Hambantota, est une coureuse de demi-fond srilankaise, championne d'Asie en salle du 1 500 m en 2018 et médaillée d'argent en extérieur aux Championnats d'Asie 2017.

## Carrière
Lors de ses premiers Jeux asiatiques en 2014, elle termine 7e du 800 m.
En 2016, Gayanthika Abeyratne bat le record du Sri Lanka du 800 m lors de National Sports Festival, record détenu depuis 1992 par Dhammika Menike en 2 min 03 s 85 mais cette performance est remise en cause par la médaillée olympique Susanthika Jayasinghe car calculée à la main. L'année suivante, lors du même événement, Gayanthika Abeyratne bat une nouvelle fois le record du Sri Lanka en 2 min 02 s 55 lors d'une course au chronométrage électronique.
Aux Jeux asiatiques en salle 2017 à Achgabat (Turkménistan), elle remporte l'or sur le 800 m en 2 min 05 s 12 devant la Chinoise Zhang Guiping (2 min 07 s 65) et la Kirghize Arina Kleshchukova (2 min 09 s 97). La même année, elle est médaillée d'argent sur le 800 m lors des Championnats d'Asie.
Après avoir terminé seulement 4e du 800 m en 2 min 11 s 20, elle décroche l'or sur le 1 500 m en 4 min 26 s 22 — record du Sri Lanka — lors des Championnats d'Asie d'athlétisme en salle 2018 à Téhéran. Grâce à cette performance, elle se qualifie pour les Jeux du Commonwealth de 2018. Là, elle ne dépasse pas le stade des séries en terminant 8e de la sienne en 2 min 04 s 72, loin derrière la Sud-Africaine Caster Semenya (1 min 59 s 26). Aux Jeux asiatiques quelques semaines plus tard, elle ne termine que 6e du 800 m en 2 min 05 s 50.
Aux Championnats d'Asie d'athlétisme 2019 à Doha (Qatar), elle se qualifie pour la finale du 800 m avec un temps de 2 min 05 s 20 mais termine 4e de celle-ci. Abeyratne termine également 11e du 1 500 m. Engagée dans la Marine nationale du Sri Lanka, elle se qualifie pour les Jeux mondiaux militaires en Chine. Elle termine 8e du 800 m en 2 min 02 s 55.

## Palmarès
| Année | Compétition                  | Lieu        | Place   | Course  | Temps         |
| ----- | ---------------------------- | ----------- | ------- | ------- | ------------- |
| 2014  | Jeux asiatiques              | Incheon     | 7e      | 800 m   | 2 min 06 s 21 |
| 2015  | Championnats d'Asie          | Wuhan       | 6e      | 800 m   | 2 min 07 s 46 |
| 2015  | Jeux mondiaux militaires     | Mungyeong   | 13e (h) | 1 500 m | 4 min 36 s 29 |
| 2016  | Jeux sud-asiatiques          | Guwahati    | 2e      | 800 m   | 2 min 09 s 64 |
| 2016  | Jeux sud-asiatiques          | Guwahati    | 2e      | 1 500 m | 4 min 25 s 75 |
| 2017  | Championnats d'Asie          | Bhubaneswar | 2e      | 800 m   | 2 min 05 s 27 |
| 2017  | Jeux asiatiques en salle     | Achgabat    | 1re     | 800 m   | 2 min 05 s 12 |
| 2018  | Championnats d'Asie en salle | Téhéran     | 4e      | 800 m   | 2 min 11 s 20 |
| 2018  | Championnats d'Asie en salle | Téhéran     | 1re     | 1 500 m | 4 min 26 s 83 |
| 2018  | Jeux du Commonwealth         | Gold Coast  | 21e (h) | 800 m   | 2 min 04 s 72 |
| 2018  | Jeux asiatiques              | Jakarta     | 6e      | 800 m   | 2 min 05 s 50 |
| 2019  | Championnats d'Asie          | Doha        | 4e      | 800 m   | 2 min 05 s 74 |
| 2019  | Championnats d'Asie          | Doha        | 11e     | 1 500 m | 4 min 24 s 42 |
| 2019  | Jeux mondiaux militaires     | Wuhan       | 8e      | 800 m   | 2 min 02 s 55 |
| 2023  | Championnats d'Asie          | Bangkok     | 3e      | 800 m   | 2 min 3 s 25  |
| 2023  | Championnats d'Asie          | Bangkok     | 3e      | 1 500 m | 4 min 14 s 39 |

## Records personnels
| Épreuve | Performance       | Lieu       | Date            |
| ------- | ----------------- | ---------- | --------------- |
| 800 m   | 2 min 01 s 20 NR  | Birmingham | 2 août 2022     |
| 1 500 m | 4 min 09 s 12 NR  | Colombo    | 30 octobre 2021 |
| 5 000 m | 15 min 55 s 84 NR | Colombo    | 31 octobre 2021 |

| Épreuve | Performance   | Lieu     | Date              |
| ------- | ------------- | -------- | ----------------- |
| 800 m   | 2 min 05 s 12 | Achgabat | 20 septembre 2017 |
| 1 500   | 4 min 26 s 83 | Téhéran  | 3 février 2018 NR |